# Smurfhits 3
Smurfhits 3 är det tredje albumet i Smurfarnas skivserie Smurfhits, utgivet den 3 oktober 1997 på CNR Music.

## Låtlista
1. "Rosor är röda" ("Roses Are Red" av Aqua) – 3:42
2. "Sombrero ("Bailando" av Paradisio) – 3:49
3. "Smurfbop ("MMMBop" av Hanson) – 4:01
4. "Smurf, smurf, smurf" ("Boys (Summertime Love)" av Sabrina) – 4:00
5. "Smurfa hela dagen" ("Ooa hela natten" av Attack) – 4:14
6. "Campingsmurfen (The Only Way)" – 3:12
7. "Mountainbikesmurf" ("My Side of Town av Lutricia McNeal) – 2:53
8. "Spökis-smurfen ("Free Like a Flying Demon" av E-Type) – 3:33
9. "Om du vill bli min smurf" ("Vill du bli min fru" av Drängarna) – 3:22
10. "Åh, smurfan (Smurfette)" – 2:49
11. "Smurfa med Lill-smurf" ("Do You the Right Way" av Consoul) – 3:23
12. "Pajas-smurfen" ("Take a Ride" av Rob'n'Raz) – 4:51
13. "Rollerbladessmurfen (Keep on Smurfing)" – 2:58
14. "Moviesmurf ("Moviestar" av Harpo) – 3:56
15. "Drömsmurfen (Make a Wish)" – 4:10

## Listplaceringar
| Lista (1997–1998) | Topplacering |
| ----------------- | ------------ |
| Sverige           | 6            |